# العاصفة الثلجية (لوحة)
العاصِفة الثَلجية، هي لوحة زيتية بريشة الفنان الإنجليزي ويليام تورنر،  رُسمت عام 1842. على الرغم من انتقادها من قبل العديد من النقاد المعاصرين، علق الناقد جون روسكين في عام 1843 على أللوحة بأنها «واحِد منْ أعظم تَصَورات حَركة البِحر والضَباب والضَوء، التي تمَ رَسمُها على القِماش.. على الإطلاق».

## التاريخ
نقش على اللوحة يشير إلى أن «الرَسام كان في هذه العاصفة ليلة مغادرة» آرييل«لهارويش». روى تيرنر لاحقًا قصة عن خلفية اللوحة:
لم أرسمها ليَفهَموها، لكني أردت أن أبين كيف كان مثل هذا المشهد؛ جعلت البَحارة يَربطونَني على الصارية لمراقبة ذلك؛ تعرضت لجَلد المَطر والرياح لمدة أربع ساعات، ولم أتوقع الخروج حَياً، لكنني شعرت بضرورة تسجيل ذلك إذا فعلت. 
كان يبلغ من العمر 67 عامًا في ذلك الوقت. يشك بعض المعلقين اللاحقين في الحقيقة الحرفية لهذه الرواية.  بَينما يقبل نقاد آخرون رواية تيرنر، وكتب أحدهم، «لقد تعاطف تمامًا مع الشكل الديناميكي للطبيعة السيادية.»  يسمح لنا هذا النَص بفهم أفضل للمشهد المتمثل والتشويش بين العناصر.
درس تيرنر التفاعلات بين الطبيعة والتكنولوجيا الجديدة للقوارب البخارية في خمس لوحات على الأقل في العقد الماضي.  طوال حياته المهنية، انخرط تيرنر في قضايا التمدن والصناعة والسكك الحديدية والطاقة البخارية.  كانت السفينة البخارية ذات المجداف «آرييل» تسمى سابقًا «السهم»، وقد تم بناؤها في 1821-1822. في عام 1837 تم الحصول عليها من قبل الأميرالية وأطلق عليها اسم «آرييل»، واستخدمت كحزمة دوفر حتى عام 1846.
كانت الاستجابة المبكرة للوحة سلبية إلى حد كبير، حيث وصفها أحد النقاد بأنها «صابون وتبييض». جون روسكين، الناقد الفني الإنجليزي الرائد في العصر الفيكتوري، كتب في عام 1843 في كتابه الرسامون المعاصرون أن اللوحة كانت «واحِد منْ أعظم تَصَورات حَركة البِحر والضَباب والضَوء، التي تمَ رَسمُها على القِماش.. على الإطلاق».  يُقال إن تيرنر قَد تأذى من النقد، وكرر عِبارة «الصابون والتبييض» مرارًا وتكرارًا، قائلاً، «ماذا سيكون رأيهم؟ أتساءل كيف يَرون البحر؟ أتمنى لو كانوا فيه». علق روسكين قائلاً: «لذلك، غالبًا ما يكون الجهل هو الحكم على أعمال العبقرية». في الآونة الأخيرة، كتبت مؤرخة الفن ألكسندرا ويتلاوفر أن اللوحة هي واحدة من «أكثر لَوحات تورنر شهرةً وغموضًا».
اللوحة حاليًا في مجموعة تيت في لندن، كان معروضًا في متحف دي يونغ في سان فرانسيسكو في عام 2015.

## أللوحة

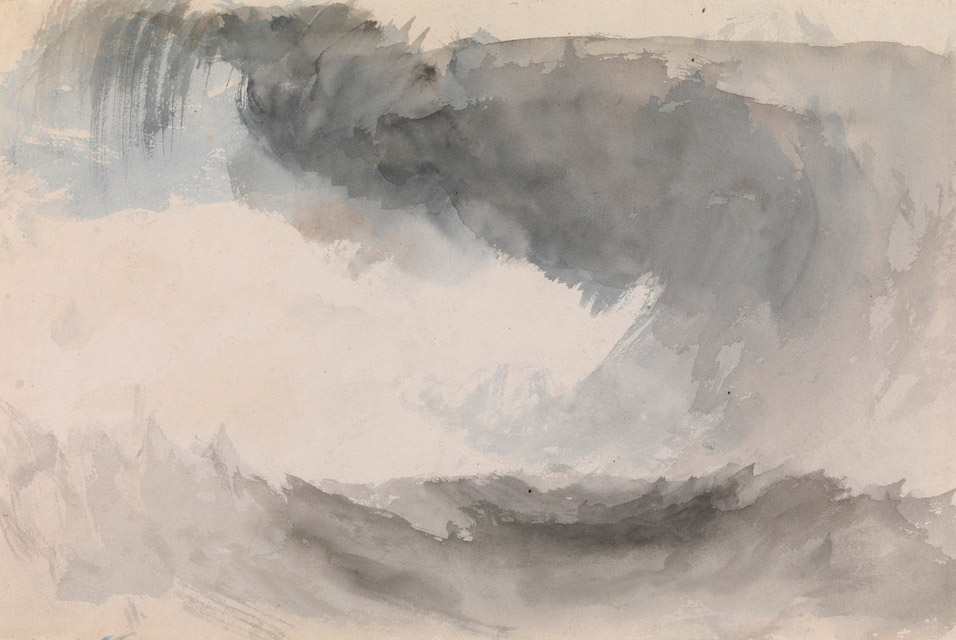
عاصفة في البحر، لوحة بالألوان المائية لتيرنر.

تصور اللوحة سفينة بخارية وَقَعت في شباك عاصفة ثلجية. تُظهر هذه اللوحة البحرية رساماً من العصر الرومانسي في أفضل حالاته. كان تيرنر منقطع النظير في تصوير العالم الطبيعي الذي لم تتقنه البشرية واستكشاف تأثيرات العناصر ومعركة قوى الطبيعة. عمل تيرنر في البداية كرسام ألوان مائية، وبدأ العمل بعد ذلك بالزيوت. قام لاحقًا بتطبيق التقنيات التي تعلمها في الرسم بالألوان المائية على اللوحات الزيتية. 
إنه نموذجي لأسلوب تيرنر المتأخر. يتم طلاء صبغات وظلال الألوان في لوحات تيرنر بطبقات مختلفة من الألوان، وتضيف ضربات الفرشاة نسيجًا إلى اللوحة. الألوان أحادية اللون، ولا يوجد سوى عدد قليل من درجات الرمادي والأخضر والبني، ولها نفس نغمة الألوان. يخلق الضوء الفضي الباهت الذي يحيط بالقارب نقطة محورية، مما يجذب المشاهد إلى اللوحة. ينتشر دخان القارب البخاري فوق السماء، مما يخلق أشكالًا مجردة من نفس الجودة مثل الأمواج.

## الرسام

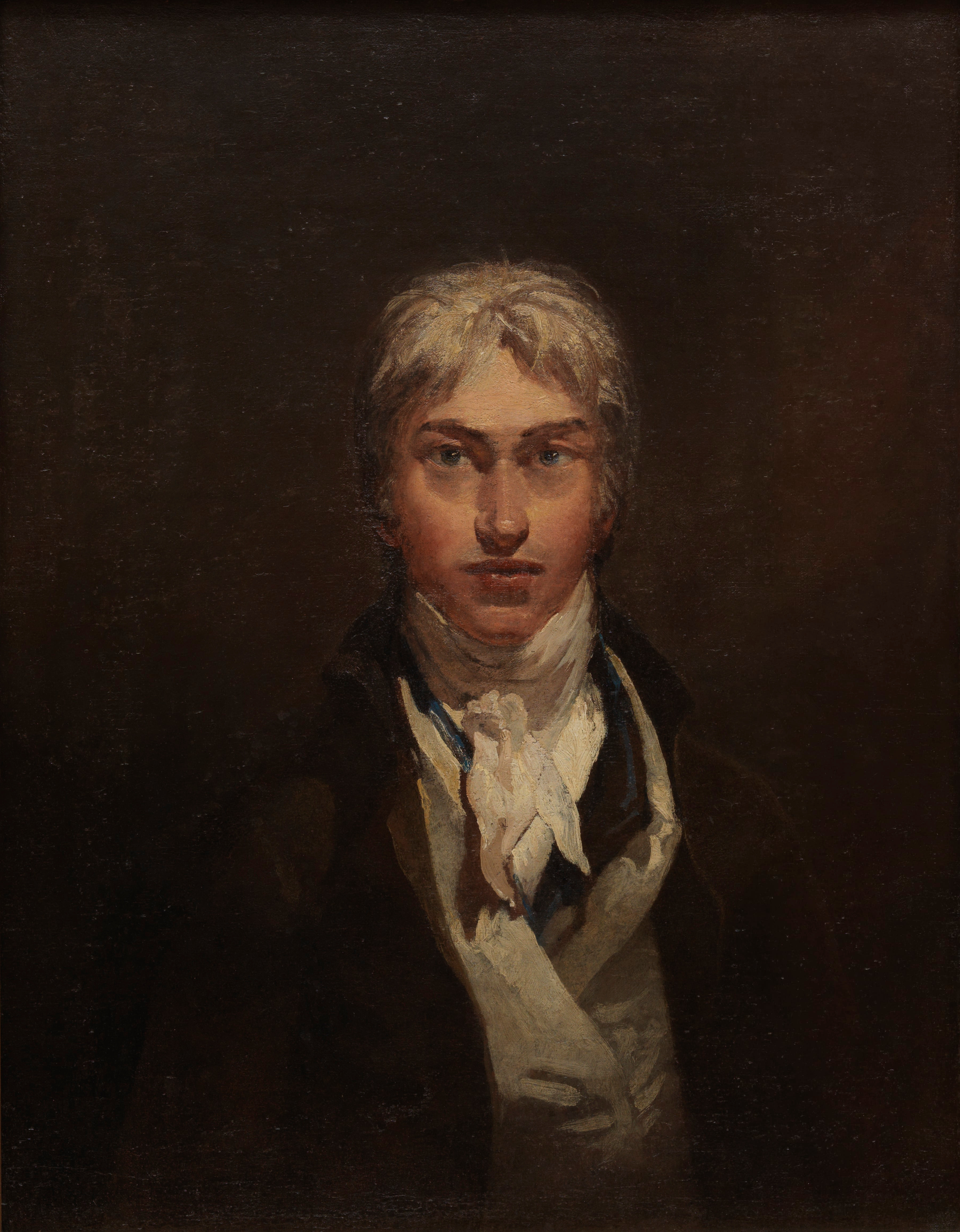
ويليام تيرنر

جوزيف مالورد ويليام تيرنر تم عمادته في 14 مايو 1775، توفي في 19 ديسمبر 1851،  هو فنان رومانسي إنكليزي اشتهر برسوماته حول الطبيعية ومائياته والطبعات الفنية. وكان تيرنر مثيرا للجدل في حياته إلا أنه الآن يعدّ الفنان الذي سما بالرسم الطبيعي إلى مستويات تناطح مكانة الرسم التاريخي. اشتهر برسوماته الزيتية كما يعدّ من كبار رسامي المائيات البريطانيين. واشتهر بلقب «رسام الضوء». تعدّ أعماله مقدمة رومانسية للفن الإنطباعي. كما وسمت بعض رسوماته بخانة الفنون التجريدية قبل بزوخها في بدايات القرن العشرين.

## المَراجع
1. 1 2   http://www.tate.org.uk/art/artworks/turner-snow-storm-steam-boat-off-a-harbours-mouth-n00530. اطلع عليه بتاريخ 2017-01-28. {{استشهاد ويب}}: |url= بحاجة لعنوان (مساعدة) والوسيط |title= غير موجود أو فارغ (من ويكي بيانات) (مساعدة)
2. ↑  "Snow Storm – Steam-Boat off a Harbour's Mouth". www.tate.org.uk. مؤرشف من الأصل في 2021-12-21.
3. ↑  "Turner-collection". www.tate.org.uk. مؤرشف من الأصل في 2020-11-27.
4. 1 2 3 4 5  Rodner, William, Encyclopedia of the Romantic Era, 1760–1850 – M-Z, تايلور وفرانسيس, 2004 نسخة محفوظة 4 يوليو 2014 على موقع واي باك مشين.
5. ↑  Bockemühl (2015), p. 71.
6. ↑  Hall، James. "A sublime roller coaster ride through art history". tate.org.uk. Tate Britain. مؤرشف من الأصل في 2018-02-28. اطلع عليه بتاريخ 2014-12-04.
7. ↑  Beckett (1994), p. 243.
8. ↑  Bockemühl, Michael and Mallor, Joseph, Turner, pages 69–73, Taschen, 2000, "نسخة مؤرشفة". مؤرشف من الأصل في 2016-03-28. اطلع عليه بتاريخ 2022-01-04.{{استشهاد ويب}}:  صيانة الاستشهاد: BOT: original URL status unknown (link)
9. ↑  "The Paddle Steamer 'Ariel' by Samuel Walters". فن المملكة المتحدة  [لغات أخرى]‏. مؤرشف من الأصل في 2020-07-21. اطلع عليه بتاريخ 2014-12-04.{{استشهاد ويب}}:  صيانة الاستشهاد: علامات ترقيم زائدة (link)
10. ↑  Thornbury، Walter (1904). The Life of J.M.W. Turner, R.A.: Founded on Letters and Papers Furnished by His Friends and Fellow-academicians. Chatto & Windus. ص. 407–408. مؤرشف من الأصل في 2016-03-18.
11. ↑  Wettlaufer، Alexandra (2003). In the Mind's Eye: The Visual Impulse in Diderot, Baudelaire and Ruskin. Rodopi. ص. 278–79. ISBN:9789042010352. مؤرشف من الأصل في 2016-04-05.
12. ↑  "J. M. W. Turner: Painting Set Free". deyoung.famsf.org. Fine Arts Museums of San Francisco. مؤرشف من الأصل في 2021-05-11. اطلع عليه بتاريخ 2014-12-04.
13. ↑  Beckett (1994)page 194, 263–268
14. ↑  The Art Book, 1994 Phaidon Press Limited, (ردمك 9780714829845) page 465-467 -
15. ↑  "goodreads The Art Book". www.goodreads.com. مؤرشف من الأصل في 2022-01-02.
16. ↑  يعتقد أن تيرنر ولد بين أبريل ومايو من عام 1775، لكن تاريخ ميلاده الحقيقي غير معلوم. لقد اختار تيرنر 23 أبريل كتاريخ لميلاده بنفسه لأنه يصادف يوم القديس جورج ويوم ميلاد شكسبير. اليوم الوحيد المؤكد هو يوم عمادته في 23 أبريل، مما يجعل تحديد 23 أبريل كيوم ميلاده بعيد التصديق إذ أن كان من المعتاد عمادة الأطفال في ذلك الزمن مباشرة بعد الولادة.
17. ↑  ريتشارد لاكايو، The Sunshine Boy (فتى الشمس المشع) - TIME (مجلة تايم). عدد 11 أكتوبر 2007 نسخة محفوظة 24 أغسطس 2013 على موقع واي باك مشين.
18. ↑  Joseph Mallord William Turner(جوزيف مالورد ويليام تيرنر)، موقع ناشيونال غاليري. ولوج ديسمبر 2007. [وصلة مكسورة] نسخة محفوظة 25 مايو 2010 على موقع واي باك مشين.

- Beckett، Wendy (1994)، The Story of Painting, The Essential Guide to the History of Western Art، Dorling Kidersley، ISBN:978-0751301335
- Bockemühl، Michael (2015). J.M.W. Turner: The World of Light and Colour. Köln: Taschen. ISBN:978-3-8365-0454-6.